# Nikaya
Nikaya är ett begrepp på sanskrit och pali som betyder "grupp" eller "samling". Begreppet används främst på två sätt: för att referera till någon av de många sutrasamlingar (textsamlingar) inom buddhismen, i synnerhet de textsamlingar som finns i palikanonen. Termen används även som en ersättningsterm för hinayana, för att referera till de 18 inriktningar av buddhismen som fanns i Indien.